# والتر آلیه وی
والتر آلیه وی (انگلیسی: Walter Allievi؛ زادهٔ ۱۴ ژانویهٔ ۱۹۶۰) بازیکن فوتبال اهل ایتالیا است.
از باشگاه‌هایی که در آن بازی کرده‌است می‌توان به باشگاه فوتبال پروجا، باشگاه فوتبال پارما، باشگاه فوتبال آ.اس. رم، باشگاه فوتبال کاتانیا، و باشگاه فوتبال اتلتیکو آرتزو اشاره کرد.